# Rosa Martínez Delgado
Rosa Martínez Delgado (Soria, 1955) es una comisaria y crítica de arte española.

## Trayectoria
Rosa Martínez es una curadora de arte reconocida a nivel mundial.
En su carrera destaca el haber sido la primera mujer directora de la Exposición Internacional de la Bienal de Venecia en 110 años de historia de este evento, con su exposición "Siempre un poco más lejos"  en el Arsenale.
Rosa Martínez inició su trayectoria profesional en los programas educativos de la Obra Social de La Caixa, donde durante 10 años coordinó los programas de Arte y Patrimonio (1979-1988). Posteriormente, se dedicó a la dirección y comisariado de bienales internacionales, destacando la Bienal de Barcelona (1988-1992), la 5a Bienal de Estambul (1997), la 3ª Bienal SITE Santa Fe en Nuevo México (EE. UU.), la 51 Bienal de Venecia (2005), la Bienal de São Paulo (2006) y la de Moscú (2005-2007). Esto la convirtió en una de las curadoras legendarias de la época dorada de las bienales.
También organizó exposiciones como "Chacun à son goût" para el décimo aniversario del Museo Guggenheim de Bilbao (2007) y "Nada temas, dice ella. Cuando el arte revela verdades místicas", en el Museo Nacional de Escultura (Valladolid, 2015) con motivo del 500 aniversario de Teresa de Ávila.
Fue curadora de "La intimidad es política. Género, sexo, lenguaje y poder" para el Centro Cultural Metropolitano (Quito) en 2017 y de "Constellation Malta" en 2018, para La Valeta como Capital Europea de la Cultura. En 2019 comisarió "En el nombre del padre" para el Museu Picasso de Barcelona. Fue co-curadora de la exposición "TRA. Edge of Becoming", organizada por la Fundación Axel Vervoordt y el Museo Palazzo Fortuny (Venecia, 2011).
En 2024 fue nombrada curadora de la Bienal de Malta 2026.
Como asesora de arte, Rosa Martínez ha ampliado la colección del Museo de Arte Moderno de Estambul, donde fue la curadora-jefe de 2004 a 2007. Su colaboración con el Museo Guggenheim Bilbao en 2007-2008 actualizó la colección contemporánea del museo, incluyendo obras de destacados jóvenes artistas vascos.
Es colaboradora de periódicos y revistas especializadas como Le Monde Diplomatique en español, Flash Art International, El País, Atlántica, Letra Internacional y La Guía del Ocio. También es autora de ensayos para catálogos de artistas.

## Exposiciones

### Bienales internacionales
- 2007: Cocuradora de la 2ª. Bienal de Moscú (Moscú, Rusia).
- 2006: Cocuradora de la 27 Bienal de Sao Paulo (Sao Paulo, Brasil) .
- 2005: Directora de la Bienal de Venecia.
- 2005: Cocuradora de la 1ª Bienal de Moscú junto con Joseph Backstein, Daniel Birnbaum, Nicolas Bourriaud, Iara Boubnova y Hans Ulrich Obrist.
- 2003: Comisaria del Pabellón español, Bienal de Venecia 2003.[6]
- 2001-2003: Consejera internacional de la Echigo Tsumari Triennial (Japón.)
- 2000: Co-curadora de "Leaving the Island", 2ª Bienal de Pusan, Metropolitan Art Museum de Pusan (Corea) - con Young Chul Lee y Hou Hanru.
- 2000: Curadora de "Friends and Neighbours", Bienal EVA 2000, Limerick (Irlanda).
- 1999: Curadora de "Looking for a Place", 3a Bienal Internacional SITE Santa Fe, Santa Fe de Nuevo México (U.S.A.).
- 1997: Directora artística de "On Life, Beauty, Translations and Other Difficulties", 5a Bienal Internacional de Estambul, Estambul.(Turquía)
- 1996: Cocuradora de Manifesta I, Róterdam (Países Bajos) -junto a Viktor Misiano, Katalin Neray, Hans Ulrich Obrist y Andrew Renton.
- 1988-1992: Directora de la Bienal de Barcelona y coordinadora de la participación barcelonesa en las Bienales Mediterráneas celebradas en Bologna (Italia), Tesalonica (Grecia), Marsella (Francia) y Tipasa (Argelia).

### Exposiciones colectivas
- 2023-2025: “Veneradas y temidas. El poder femenino en el arte y las creencias”, Caixaforum Madrid, Barcelona, Valencia, Zaragoza y Sevilla. En colaboración con The British Museum.
- 2019: “En el nombre del padre”, Museu Picasso, Barcelona.
- 2018: “Constellation Malta”, exposición de clausura de La Valletta como capital europea de la Cultura , varias localizaciones en las islas de Malta, Comino y Gozo.
- 2017: "La intimidad es política, Género, sexo, lenguaje, poder”, Centro Cultural Metropolitano, Quito (Ecuador).
- 2012-2013: “Qué pensar, Qué desear, Qué hacer”, ciclo de tres exposiciones, Caixaforum Barcelona.
- 2011: “TRA. Edge of Becoming”, Museo Palacio Fortuny, Venecia.
- 2007-2008: “Chacun à son Goût”, Museo Guggenheim Bilbao.
- 2007: “Time Present – Time Past”, comisariada con David Elliot, Istanbul Modern, Estambul (Turquía).
- 2005-2007: Programas de video en Istanbul Modern: “Video program 2” (abril-julio, 2005); “Nothing Lasts for Ever” (febrero-mayo, 2006); “Painting as a Way of Living” (mayo-agosto, 2006); “Is this Fiction?” (febrero-mayo, 2007); “... And Dreams are Dreams” (mayo-agosto, 2007).br />
- 2006: “Venice-Istanbul”, Istanbul Modern, Estambul (Turquía).
- 2005: Curadora de “Centre of Gravity”, Istanbul Modern, Estambul (Turquía). 2005: Co-curadora de “Here comes the Sun” con Daniel Birnbaum, Jerome Sans and Sarit Shapira. Magasin 3 Stockholm Konsthall, Estocolmo (Suecia).
- 2003: Curadora (junto a Harald Szeemann) de "COPYRIGHT: EUROPE EXISTS", Macedonian Museum of Contemporary Art, Tesalónica, Grecia.
- 2003: Curadora de "Universal Strangers", Borusan Art Center, Estambul (Turquía).
- 2002: Curadora de "Extreme Protection", intervenciones en la Cala San Vicente de Pollensa, Mallorca. 2002: Curadora de "La Canción del Pirata", Centro Cultural Andrach, Mallorca. 2002: Curadora de "El salón de los pasos perdidos. Una selección de arte español contemporáneo", Borusan Art Center, Estambul (Turquía). 2002: Curadora de los International Project Rooms en ARCO Madrid (desde 1998) -junto a Octavio Zaya y otros comisarios internacionales.
- 2001-2002: Co-curadora de "Trans Sexual Express Barcelona 2001: A Classic for the Third Millennium", Centro de Arte Santa Mónica, Barcelona -junto a Xabier Arakistain. Exposición itinerante a la Kunsthalle Mücsarnok (Budapest, Hungría) en enero de 2002, y al Kiosko Alfonso (La Coruña) en abril de 2002.
- 2000: Cocuradora de "Living and Working in Vienna", Kunsthalle Wien, Viena (Austria) -con Paulo Herkenhoff y Maaretta Jaukkuri.
- 1998: Cocuradora de CREAM (Contemporay Art in Culture), una exposición portátil en forma de libro, Phaidon Press, Londres. (Gran Bretaña).
- 1998: Curadora de "Mediterránea. Tradition and Modernity in Ceramics", Turkish and Islamic Arts Museum, Estambul (Turquía).
- 1998: Curadora de "Mar de Fondo", Teatro Romano de Sagunto, Valencia. 1998: Curadora de la exposición virtual "Berlin. Between Architecture , Art and Glamour Engineering", Flash Art International.
- 1996: Curadora de "Thinking of you. A selection of Spanish Contemporary Art", Goteborg Kunsthalle, Goteborg (Suecia).br />

### Exposiciones individuales
- 2024: Saskia Calderón, “Taki Aclla”, Centro Cultural Metropolitano de Quito, Ecuador.
- 2023: Tania Berta Judith, "La segunda comunión", Antigua iglesia del Convento de las Madres Reparadoras. Centro Cívico Pere Pruna, Barcelona.
- 2022: Austin Camilleri, “LEIVA. Anger is a Lazy form of Grief”, Spaziju Kreativ, Saint James Cavalier, La Valletta, Malta.
- 2020: José María Cano, “Apostolados”, Sacristía de la Catedral de Toledo, España.
- 2019: José María Cano, “PEDES IN TERRA AD SIDERA VISUM”, Museo Nacional de Arte Antiga, Lisboa, Portugal.
- 2008: Anish Kapoor: "Islamic Mirror", Convento de las Claras, Murcia (España).
- 2004: Nikos Navridis, Sala de exposiciones de la Fundación la Caixa, Madrid.
- 2004: Pilar Albarracín, Reales Atarazanas de Sevilla (España).
- 2003: Curadora de 3 muestras individuales de Ghada Amer, Shirin Neshat y Oleg Kulik, Galería Filomena Soares, Lisboa (Portugal).
- 2003: Curadora de "Nedko Solakov: Romantic Landscapes with missing Parts", Espacio 1, MNCARS, Madrid.
- 2001: Curadora de 3 intervenciones urbanas de Ghada Amer "Hoy el 70% de los pobres son mujeres", Santiago Sierra "Encierro de veinte trabajadores en la bodega de un barco" y Sergio Vega "Global Warming", en el contexto de "Experiences, Barcelona Art Report 2001", Barcelona.
- 1999: Curadora de "Jean-Michel Othoniel", Sala Rekalde (Bilbao) y Palacio de los Condes de Gabia (Granada).
- 1999: Curadora de "Bülent Sangar", Museum in Progress, Viena (Austria).
- 1997: Curadora del ciclo "Los Meteoros", Sala Montcada de la Fundación "La Caixa" (Barcelona). Exposiciones individuales de Akane Asaoka, Sam Taylor-Wood, Ana Laura Aláez y el grupo Irwin.
- 1992-1993: Curadora del ciclo "5 valores para el próximo milenio", Sala Montcada de la Fundación "La Caixa" (Barcelona). Exposiciones individuales de Juan Urrios, Sergio Caballero, Patrick van Caeckenbergh, Marcel.lí Antúnez/Nan Goldin y Jana Sterbak.